# Frank Delaney
Pour les articles homonymes, voir Delaney.
Frank Delaney, né le 24 octobre 1942 à Tipperary (Irlande) et mort le 22 février 2017 à Torrington (Connecticut), est un écrivain, un journaliste et un animateur irlandais.
Il est connu pour son ouvrage Irlande, écrit en 2005.

## Biographie
La première fonction de Frank Delaney fut d'être employé de banque.

### Radio
En 1970, Frank Delaney a commencé à travailler comme présentateur de nouvelles à la radio nationale irlandaise et sur la chaîne de télévision Radio Telefís Éireann(RTE). Au début des années 1970, il devient journaliste pour la BBC à Dublin, notamment durant une période intense de violence connue sous le nom de conflit nord-irlandais. Après 5 ans de reportages sur le conflit, il se déplace à Londres pour travailler sur des émissions radiophoniques de littérature.
En 1978, il a créé l'exposition hebdomadaire lauréate « étagère » pour BBC Radio 4, qui a publié des livres, des auteurs. Pendant cinq autres années, il a interviewé plus de 1 400 auteurs comprenant Anthony Burgess, John Updike, Margaret Atwood, Christopher Isherwood et Stephen King. À la télévision, Delaney a écrit et a présenté Omnibus, une série hebdomadaire de littérature de BBC.
Il a été nommé directeur du festival de littérature à Édimbourg en 1980 et y a présenté sa propre exposition « Frank Delaney » au début des années 1980, comportant un choix de personnalités culturelles et littéraires. Après, il a créé et a présenté la « bouche à oreille », l'exposition de la récompense de la BBC au sujet de la littérature[pas clair], aussi bien qu'une série de documentaires par radio et de télévision comprenant des émissions spéciales sur James Joyce, Robert Graves, Hemingway à Paris, et l'industrie de Shakespeare. Il a présenté « l'exposition de livre » sur le canal satellite de Sky News durant de nombreuses années.

### Écriture
En 1981, le premier livre de Frank Delaney, James Joyce's Odyssey, a été acclamé par la critique et est devenu un best-seller au Royaume-Uni ainsi qu'en Irlande. En 1986, il a écrit et a présenté la série documentaire en six parties « les Celtes » pour la BBC. Ce fut l'un de ses livres les plus vendus.

## Publications

### Romans
- Venetia Kelly's Traveling Show (2010, Random House)
- Shannon, A Novel (2009, Random House)
- Tipperary, A Novel (2007, Random House)
- Ireland, A Novel (2005, HarperCollins & Time Warner)
- At Ruby’s (2001, HarperCollins)
- Jim Hawkins and the Curse of Treasure Island (2001, Orion)
- Pearl (1999, HarperCollins)
- The Amethysts (1998, HarperCollins)
- Desire and Pursuit (1998, HarperCollins)
- A Stranger in their Midst (1995, HarperCollins)
- Telling the Pictures (1994, HarperCollins)
- The Sins of the Mothers (1992, HarperCollins)
- My Dark Rosaleen (1989, CenturyHutchinson)

### Récits
- Simple Courage: A True Story of Peril on the Sea (2006, Random House)
- A Walk to the Western Isles: After Boswell and Johnson (1993, HarperCollins)
- Legends of the Celts (1989, Hodder & Stoughton)
- A Walk in the Dark Ages (1988, HarperCollins)
- The Celts (1986, Hodder & Stoughton)
- Betjeman Country (1983, Hodder & Stoughton)
- James Joyce’s Odyssey (1981, Hodder & Stoughton)

### Collections
- The Folio Society/Hutchinson Book of Essays (1990, Folio Society & CenturyHutchinson)
- The Folio Book of Irish Short Stories (1999, Folio Society)
- The Poems of Christy Brown
- The Landleaguers by Anthony Trollope (Folio Society)
- Short Stories from the Strand (Folio Society)
- The Novels of James Kennaway
- The Go-Between by L.P. Hartley (Folio Society)
- Kidnapped by Robert Louis Stevenson (Folio Society)
- Caitriona by Robert Louis Stevenson (1988, Folio Society)
- Silver Apples, Golden Apples; Best Loved Irish Verse (1987, Blackstaff Press)

### Scénarios
- Goodbye, M.. Chips (2003)
- Across the River and Into the Trees (2001)
- Telling the Pictures (1995)
- My Dark Rosaleen (1993)

### Traductions en français
- Irlande [« Ireland, A Novel »], Paris, trad. de Pascal Loubet, Éditions Michel Lafon, 2006, 436 p. (ISBN 978-2-7499-0420-7)
- Tipperary [« Tipperary, A Novel »]  (trad. de l'anglais), Paris, trad. de Pascal Loubet, Éditions Michel Lafon, 2009, 430 p. (ISBN 978-2-7499-1041-3)
- Les Enfants de la nuit [« The Amethysts »]  (trad. de l'anglais), Paris, trad. de Hubert Tezenas, Le Cherche Midi, 2010, 559 p. (ISBN 978-2-7491-1619-8)